# Feldherrnhalle

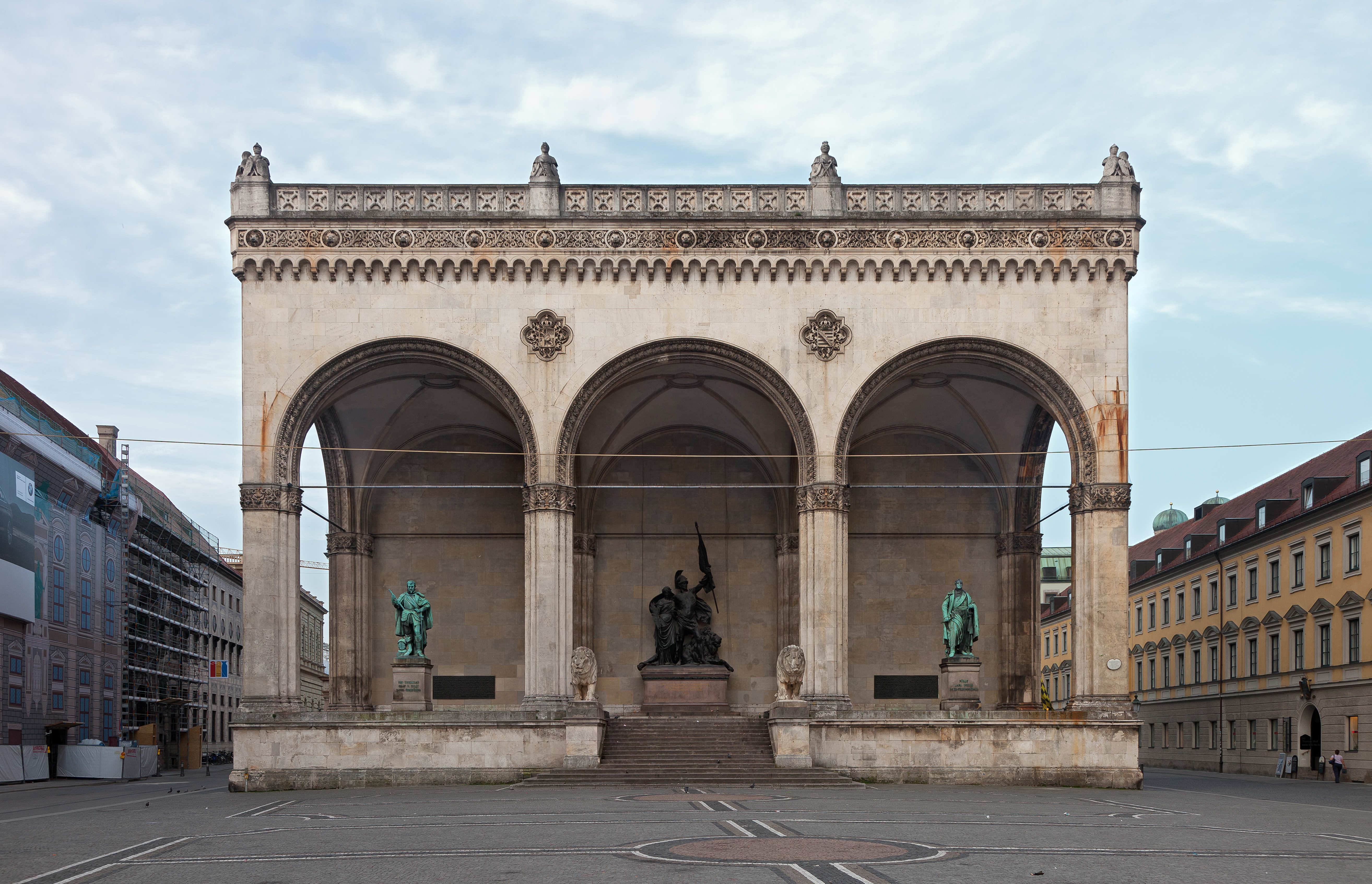
Feldherrnhalle.

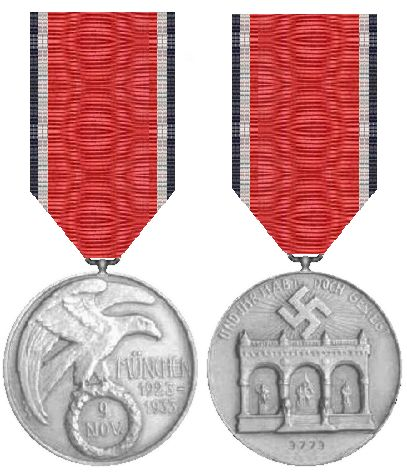
Blodsorden med Feldhernnhalle präglad på reversen.

Feldherrnhalle är en monumental loggia i centrala München. Den uppfördes 1841–1844 efter ritningar av Friedrich von Gärtner, som fann inspiration i Loggia dei Lanzi i Florens.
Den 9 november 1923 företog Adolf Hitler och hans anhängare en illegal marsch i München och vid Feldherrnhalle konfronterades de av bayersk polis, som öppnade eld. Fyra polismän och sexton marschdeltagare dödades.